# تاركانت (أقا إيغان)
تاركانت هي إحدى مشيخات المملكة المغربية، تتبع جغرافيا لإقليم طاطا وإداريًا لأقا إيغان. يقدر عدد سكانها بـ 229 نسمة حسب الإحصاء الرسمي للسكان والسكنى لسنة 2004.